# Skrynkeltjärnen
Skrynkeltjärnen är en sjö i Krokoms kommun i Jämtland och ingår i Indalsälvens huvudavrinningsområde. Skrynkeltjärnen ligger i Oldflån-Ansätten Natura 2000-område.